# 皇帝の密使ミハイル・ストロゴフ
『皇帝の密使ミハイル・ストロゴフ』（こうていのみっしミハイル・ストロゴフ、原題 仏: Michel Strogoff ）は、1876年に刊行されたジュール・ヴェルヌの小説。ヴェルヌは『神秘の島』(1875年)を書き終えようとしている時、ロシアの東方政策に関心をいだき、本書を執筆、「家庭博物館」誌に掲載し、翌年エッツェル社から刊行した。雑誌発表の際には、「皇帝の密使」のタイトルであったが、ロシアの政情を扱った本作がロシアとフランスの外交関係に影響を及ぼすことを懸念して、1876年の出版時には、主人公の名をとって「ミハイル・ストロゴフ」のタイトルにした。

## 背景
ロシアのピョートル1世は晩年東方への関心を深め、トルキスタンを制圧しようとしたが果たせなかった。その東方政策は、後継者たちに引き継がれて、1865年トルキスタンの首都タシュケントを占領、最終的にはヒヴァ・ハン国のほとんどをロシアに併合した。ヴェルヌはこうした歴史を踏まえて、ヒヴァのウズベック族がロシアが自分たちの首都を攻略する先手を打って、シベリア進出を図ってきたらという設定を考え、その中で孤立したイルクーツクの大公に危機を告げる密使が皇帝から派遣される。途中の幾多の困難を乗り越えて、密使がその目的を果たすという物語を考えた。

## あらすじ

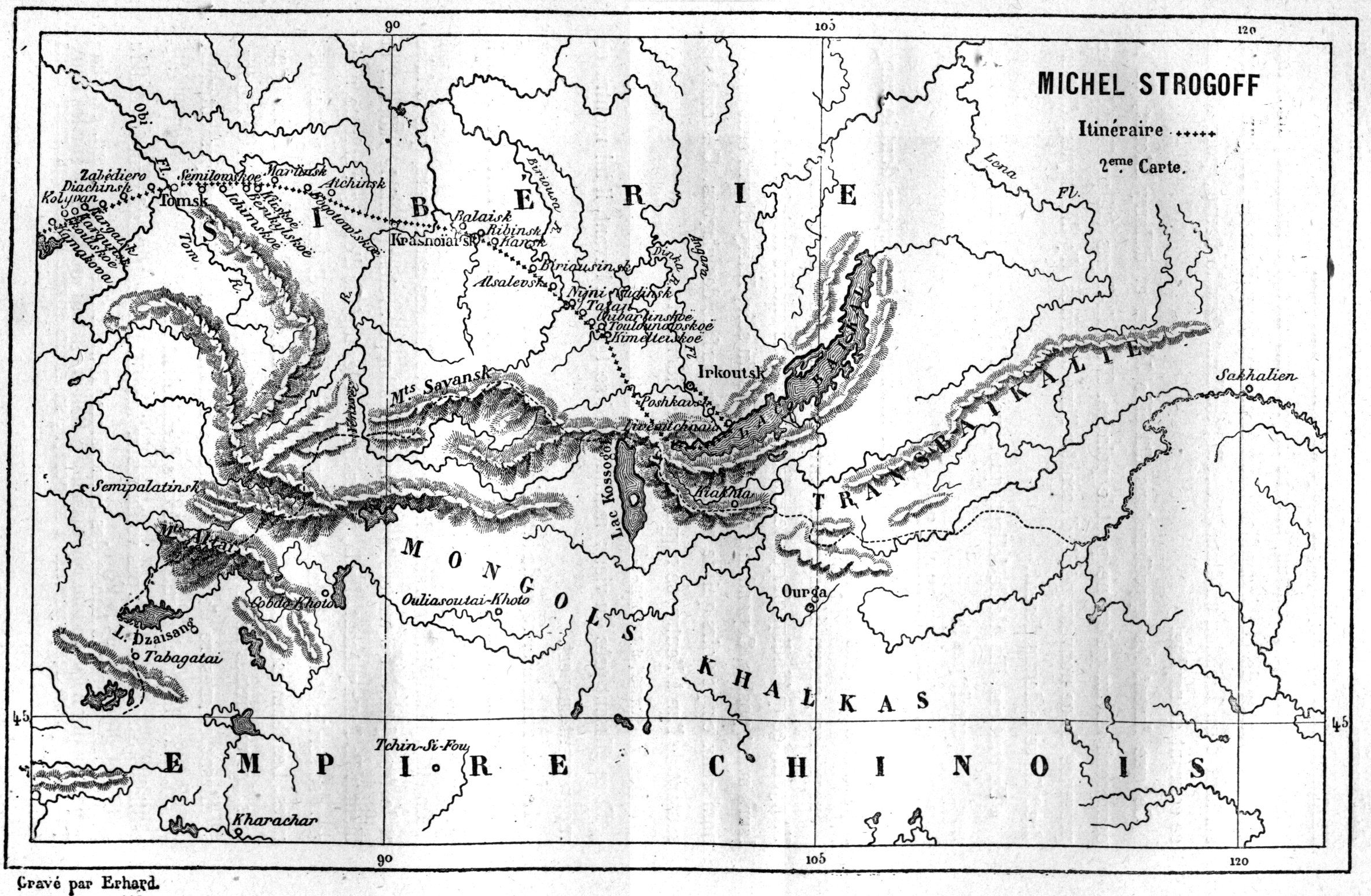
シベリア横断の旅

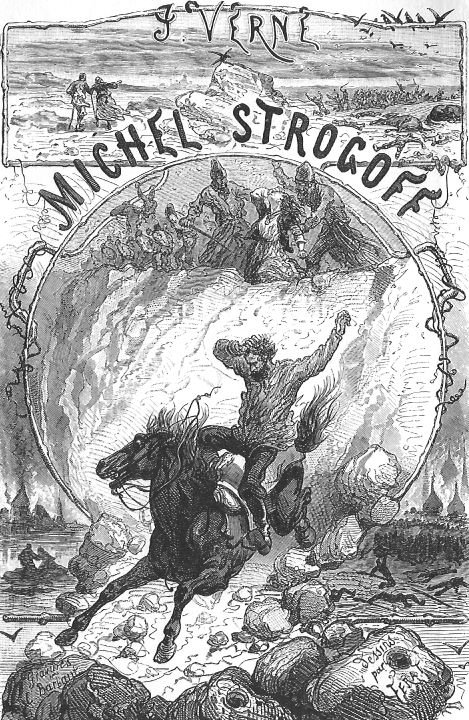
ジュール・フェラによる表紙

クレムリンでの舞踏会のさなか、皇帝にキソフ将軍が国境とイルクーツクの間の電話回線が断たれたと報告する。元大佐で裏切り者のイヴァン・オガリョフが、シベリアに入り、遊牧民たちを反乱を起こさせようと扇動し、さらに中央アジアの諸民族を説得、タタール人の遊牧民族をシベリアに侵入させようとしている、と。孤立しているイルクーツクには皇帝の弟の大公がいる。オガリョフは、復讐のために大公の命を狙っている。
この急報を知らせるために、皇帝の直属の伝令隊からオムスク出身のミハイル・ストロゴフが急使として選ばれた。
モスクワからイルクーツクまでは、距離にして5,530km、郵便馬車でどんなに早くても18日間を要する。ニコライ・コルパノフという商人に扮して、特別通行証だけ与えられて出発することになる。皇帝の使命を帯びたものという証は一切与えられなかった。7月16日、彼はモスクワをひとりで列車で出発する。これはまだニジニー・ノブゴロドまでしか行けず、そこから先は陸路か蒸気船で、ウラル山脈まで行くことになる。
列車の中で、リガから来てイルクーツクに向かう女の子を見かける。医師だった父バジル・ヒョードルは、外国人の結社に関係した咎で東シベリアに追放になったナージャ・フョードルに会う。彼女は、母がなくなったので、唯一の肉親の父親のもとに向かうところだ。列車には、デイリー・テレグラフ紙の英国従軍記者ハリー・ブラント、そしてフランス人の記者アルサイド・ジョリヴェもいた。
列車から蒸気船に乗り換え、ストロゴフはナージャと兄妹のフリをすることになる。ペルミで蒸気船の旅は終わり、馬車に乗り換える。
タタール人のオムスク攻撃で、ミハイル、彼の母親、ナージャは、他の何千人ものロシア人とともに、最終的にタタール軍に捕らえられた。
タタール人はストロゴフのことを顔では知らないが、オガリョフは伝令使の使命を知っていた。オガリョフらはストロゴフの母親が群衆の中に息子を見つけて名前を呼んだが返事がなかったと聞いたとき、彼はストロゴフが捕らえられた中にいることを理解し、母親に彼のことを自白させる作戦を立てる。しかし、ストロゴフは、なんとか一旦逃げ出したが、タタールの王、フェオファル汗の率いるタタール軍に捕まってしまう。２人の記者、ハリー・ブラントとアルシード・ジョリヴェもここに捕まっていた。
記者たちはストロゴフとは逆にオガリョフに接近し、彼からフェオファル汗に記者であって、スパイではないと説明してもらおうとする。

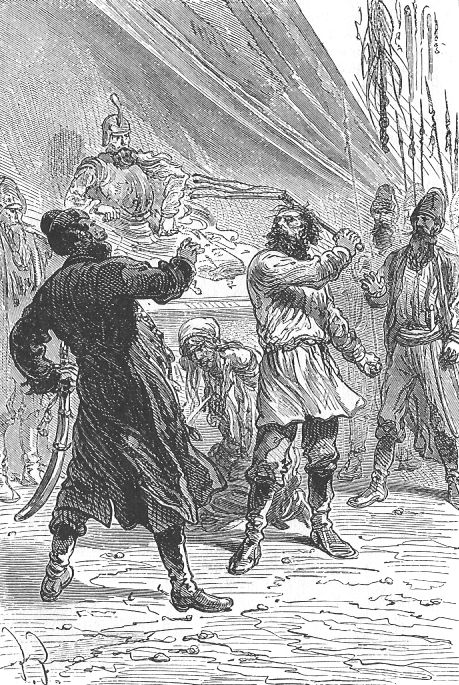
ジュール・フェラが描いた小説『皇帝の密使 マイケル・ストロゴフ』の挿絵。

ストロゴフは確かに捕らえられてタタール人に引き渡された。オガリョフの部下のジプシー女サンガールが、ナージャとマルファを見張っていて、ストロゴフが野営地の捕虜の中にいることに気づく。しかし、ストロゴフの顔がわからないので、オガリョフはマルファを鞭打って、彼をおびき出そうと試みる。オガリョフはミハイルをトムスクに送り、スパイであると主張し、フェオファル汗に彼を残酷な方法で殺してくれるよう求める。
フェオファル汗は、コーランをランダムに開いて、ストロゴフを盲目にする刑を命じる。これは焼いた刃で目の上をかすめ視力を奪うというものだった。
オガリョフは皇帝の密書を奪い、自分が皇帝の密使になりすまそうとする。その夜、ストロゴフは自分の目代わりのナージャに手を引かれて、野営地を脱出する。他にも何人かの捕虜が逃げ出した。途中、ニコライ・ピガソフという親切な農民に出会い、馬車に乗せてもらう。
エニセイ川を渡ったところで、タタール人の騎兵に襲われ、ミハイルとナージャは逃げ出し、友好的な農民であるニコラス・ピガソフと一緒にイルクーツクに旅行します。彼らはタタール人によって奪還されます。ニコライは、ナージャがタタール人の兵士に陵辱されているのを目撃し、ナージャの襲撃者を殺害する。その後、タタール人騎兵はナージャとストロゴフを捨ててニコラスを連れ去ってしまう。ナージャとミハイルは後に、彼が生きたまま首まで地面に埋められているのを発見した。助けようとしたが及ばず、彼が死んだ後、彼らは急いで彼を埋葬し非常に困難な旅を続ける。

オガリョフは包囲されたイルクーツクの街に密使ストロゴフとして潜入し、イルクーツクの大公の信頼を得て、そばにいる許しを受ける。彼は、ツァーリの兄弟を殺し、都市をタタール人に引き渡す適切なチャンスを待つ。
その間、ストロゴフとナージャが町に到着し、ナージャはオガリョフを発見しする。オガリョフはナジャを殺そうとする。しかし、ストロゴフはオガリョフに逆襲し、彼を倒すことに成功する。ストロゴフはまったく盲目ではなく、取りり乱した母親のために流した涙が、真っ赤な剣の灼熱から彼を守ったのである。勝利後、彼は自分の正体を明らかにし、任務を遂行することができ、ナージャは流刑者だった父がここで守備隊の隊長になっているのに再会する。

## 登場人物
- ミハイル・ストロゴフ  - アレクサンドル2世の直属の伝令隊大尉
- マルファ・ストロゴフ  - トムスク在住のミハイルの母親
- イワン・オガリョフ 　- 元大佐、陰謀に加担した咎で階級剥奪、シベリアに追放になった
- ナージャ・フェドール - ストロゴフの旅の仲間、シベリア追放になった父に会いに行く
- ハリー・ブラント - デイリー・テレグラフの英国人の記者
- アルシード・ジョリヴェ - フランス人の記者、勤務先は「従妹」としか明かさない
- フェオファル汗 - シベリア侵略を目論むタタール人の指導者
- ニコラス・ピガソフ - ストロゴフの旅の友、農夫

## 日本語訳
- 『皇帝の密使』亀山竜樹（抄訳）、岩崎書店、1966年
- 『皇帝の密使』新庄嘉章（訳）、集英社、1967年
- 『皇帝の密使ミハイル・ストロゴフ』江口清（訳）、パシフィカ、1979年

## 映画化
- 大帝の密使 Michel Strogoff（1926年、フランス）
- 大帝の密使 The Soldier and the Lady（1937年、アメリカ）
- 反乱 Michel Strogoff（1956年、フランス・イタリア・ユーゴスラビア）
- 栄光への戦い Michel Strogoff（1970年、イタリア・フランス・西ドイツ）